# Pafuera Telarañas
Pafuera telarañas е дебютният албум на испанската певица Бебе.
Продаден е в Испания в 500 000-ен тираж, бил е №1 с пет платинени диска и в подължение на 100 седмици е в листата на топ продажбите. Става златен албум в пет страни: САЩ (достига №2 в Billboard Latin), Италия (достига №7), Аржентина и Колумбия. Албумът постига значителни продажби и във Франция, Португалия, Швейцария, Гърция, Чили и Мексико. Става №1 в iTunes и CMJ New World Chart.

## Списък на песните
1. Men señara – 03:37
2. Ella – 03:35
3. Con mis manos – 02:56
4. Siempre me quedará – 03:27
5. Malo – 03:37
6. Ska de la Tierra – 03:42
7. El golpe – 03:21
8. Revolvió – 03:45
9. Como los olivos – 03:56
10. Cuidándote – 03:50
11. Siete horas – 03:25
12. Tu silencio – 03:49
13. Razones – 02:44
14. Corre – 03:40
15. Que nadie me levante la voz – 02:39